# Liste des opérateurs de réseau mobile en Océanie
Ceci est une liste des opérateurs de réseau mobile en Océanie.

## Australie

### Métropole
18,094 millions d’abonnés au total, soit un taux de pénétration de 88,7 %.
| Rang | Opérateur      | Technologie     | Abonnés (en millions) | Propriété                               |
| ---- | -------------- | --------------- | --------------------- | --------------------------------------- |
| 1    | Telstra Mobile | UMTS, GSM, CDMA | 22,5                  | Telstra (~50 % public)                  |
| 2    | Optus          | UMTS, GSM, CDMA | 11 (décembre 2023)    | Singtel (100%)                          |
| 3    | Vodafone       | UMTS, GSM       | 5,8 (juin 2020)       | Vodafone (50 %) Hutchison Telecom (50%) |
| 4    | 3              | UMTS            | 2,26                  | Hutchison Whampoa                       |

## Fidji
? millions d’abonnés, soit un taux de pénétration de ? %.
| Rang | Opérateur | Technologie | Abonnés (en millions) | Propriété     |
| ---- | --------- | ----------- | --------------------- | ------------- |
| 1    | Vodafone  | GSM         | 0,19 (décembre 2005)  | Vodafone 49 % |

## France

### Nouvelle-Calédonie
| Rang | Opérateur | Technologie    | Abonnés             | Propriété |
| ---- | --------- | -------------- | ------------------- | --------- |
| 1    | Mobilis   | UMTS, GSM, LTE | 260 000 (juin 2015) | OPT-NC    |

### Polynésie française
230 000 abonnés, soit un taux de pénétration de 80 % environ.
| Rang | Opérateur | Technologie | Abonnés | Propriété                    |
| ---- | --------- | --- | ------- | ---------------------------- |
| 1    | VINI      | UMTS, GSM, LTE                                                                                                 | 230 000 | ONATI                        |
| 2    | Vodafone  | 900MHz GSM, GPRS, EDGE 900/2100MHz UMTS, HSDPA 800/1800/2100/2600 LTE, LTE Advanced 3.5 GHz (N78) 5G NR 5G-NSA | 140 000 | Pacific Mobile Telecom (PMT) |

### Wallis-et-Futuna
| Rang | Opérateur | Technologie | Abonnés | Propriété |
| ---- | --------- | ----------- | ------- | --------- |
| 1    | Manuia    | UMTS, LTE   |         | SPT       |

## Kiribati
? millions d’abonnés, soit un taux de pénétration de ? %.
| Rang | Opérateur | Technologie | Abonnés (en millions) | Propriété                         |
| ---- | --------- | ----------- | --------------------- | --------------------------------- |
| 1    | TSKL      | GSM         | ND                    | Telecom Services Kiribati Limited |

## Nouvelle-Zélande

### Métropole
? millions d’abonnés, soit un taux de pénétration de ? %.
| Rang  | Opérateur                                | Technologie      | Abonnés (en millions) | Propriété           |
| ----- | ---------------------------------------- | ---------------- | --------------------- | ------------------- |
| 1     | One NZ (en)                              | UMTS, GSM        | 2,521 (jun 2018)      | Vodafone (100 %)    |
| 2     | Spark (ex Telecom New Zealand)           | AMPS, TDMA, CDMA | 2,7 (juin 2023)       | État                |
| 3     | 2degrees (en) Mobile (ex NZ Comms)       |                  | 1,3                   | ND                  |
| MVNOs |                                          |                  |                       |                     |
| 3     | TelstraClear (using Vodafone)            |                  | ND                    | Telstra             |
| 4     | Boost Mobile (using Telecom New Zealand) |                  | ND                    | Telecom New Zealand |

### Îles Cook
? millions d’abonnés, soit un taux de pénétration de ? %.
| Rang | Opérateur | Technologie | Abonnés (en millions) | Propriété            |
| ---- | --------- | ----------- | --------------------- | -------------------- |
| 1    | Telecom   | GSM         | ND                    | Telecom Cook Islands |

## Vanuatu
0,228 millions d’abonnés au total, soit un taux de pénétration de 82 %.(déc 2017) 
| Rang | Opérateur       | Technologie | Abonnés (en millions) | Propriété |
| ---- | --------------- | ----------- | --------------------- | --------- |
| 1    | Telecom Vanuatu |             | ?                     |           |
| 2    | Digicel         |             | ?                     |           |
| 3    | Wantok          |             | ?                     |           |